# Hasan Bilal
Hasan Bilal (Istanbul, 12 marzo 1998) è un calciatore turco, centrocampista del Vanspor.

## Caratteristiche tecniche
Hasan Bilal viene impiegato come centrocampista o come ala sinistra, chiamato a contribuire maggiormente alla fase offensiva.

## Carriera

### Club
Bilal ha cominciato a giocare nelle giovanili della società dilettantistica del Bayrampaşa Demirspor di Istanbul e successivamente nel Galatasaray. Nel 2012 si è trasferito nel Kasımpaşa. Sebbene abbia ricevuto un contratto professionale nel novembre del 2015, ha continuato a giocare per la squadra giovanile. Ha fatto il suo debutto professionale in finale di Coppa il 27 ottobre 2016 contro il Kahramanmaraşspor.

### Nazionale
Bilal ha iniziato la sua carriera internazionale a maggio del 2015 giocando per la nazionale turca Under 18.